# Sicard Alaman
Pour les articles homonymes, voir Sicard.
Sicard Alaman (vers 1210 - 10 juin 1275) est un chevalier languedocien. Il est successivement gérant des domaines du comte de Toulouse Raymond VII, régent du comté de Toulouse de septembre 1249 à la majorité de la comtesse Jeanne et durant son départ à la huitième croisade.
Il hérite de son père la seigneurie de Labastide-de-Lévis avant de s'enrichir considérablement. Il est le fondateur de plusieurs bastides dont celle de Castelnau-de-Lévis.

## Biographie

### Origine
Il appartient à la famille Alaman. Probablement issue de Penne, celle-ci connaît une ascension importante au XIIe siècle et XIIIe siècle. Charles Higounet, historien ayant fait une étude sur ce sujet, ignore si elle est de petite noblesse locale ou d'une bourgeoisie aisée. L'adoubement de Sicard est la seule trace d'un statut de chevalier.
Son père, Doat Alaman, est déjà au service du comte de Toulouse Raymond VI en 1194. Il constitue une petite seigneurie au nord de la rivière Tarn, près d'Albi. Il lègue ses biens à ses fils ; Sicard obtient la partie sud du domaine et Doat II, dit le jeune, le nord. La succession est datée du 17 janvier 1235. Sicard gère la part de son frère encore mineur et en 1252, un acte signifie que les deux protagonistes sont quittes de tout ce qu'ils se doivent.

### Rôle politique

#### Au service de Raymond VII
Sicard est juste mentionné dans une liste de participants en 1231 lors d'un accord entre le comte Raymond VII de Toulouse et l'abbé de l'abbaye Saint-Michel de Gaillac. Huit ans plus tard, en 1239, tous les textes le mentionnent comme homme de confiance du comte.
Le rôle de Sicard est celui d'un gestionnaire et administrateur. Il reste à Toulouse lors des déplacements à but militaire et politique mais accompagne le comte dans les tournées d'inspection. Il est présent dans les actes administratifs majeurs du comte et est chargé de la gestion des affaires courantes lors de ses absences. En 1242, Raymond est convoqué par le roi de France Louis IX et il nomme Sicard lieutenant de ses domaines. En revanche, Sicard l'accompagne en 1239 en Provence, ou en 1246 en Albigeois et Quercy. En 1249, il est présent à Millau pour recueillir le testament de Raymond VII. Ce dernier le désigne exécuteur testamentaire dans l'attente de la prise de pouvoir de sa fille Jeanne de Toulouse et son gendre Alphonse de Poitiers.

#### Au service de Jeanne et Alphonse
Sicard reçoit les émissaires des héritiers du comté qui le confirment dans son rôle majeur avec les titre de vice-gérant, sénéchal ou vicaire général. Il répond à cette confiance en réprimant une révolte à Najac. Son rôle dure plus longtemps que prévu, le nouveau comte et de sa femme participant à la septième croisade. À leur retour en 1254, il reste l'homme de confiance du comte qui habite le nord du royaume et gouverne à distance. Plus encore qu'avec Raymond, présent sur place, il demeure l'administrateur, le financier et le diplomate du comte. Il montre son dévouement en assurant le financement du départ du comte pour la huitième croisade. Avant son départ, Jeanne de Toulouse le désigne exécuteur testamentaire. Le couple comtal meurt lors du retour de la croisade.

#### Au service du roi de France
La dynastie des comtes de Toulouse s'éteint avec la comtesse Jeanne sans postérité. Le 8 octobre 1271, Sicard prête serment de fidélité à Guillaume de Cohardon, sénéchal de Carcassonne, qui vient prendre possession du comté pour le roi de France Philippe III le Hardi.

#### Bilan
La croisade des Albigeois voit sa conclusion politique en 1229 avec le traité de Meaux-Paris où le royaume de France prend une part très importante dans le Languedoc : annexion des possessions Trencavel et mariage de Jeanne de Toulouse avec le frère du roi. De nombreux nobles occitans, au premier rang desquels Raymond VII, espèrent encore reprendre leur indépendance. Sicard Alaman, apparu sur la scène comtale après ses événements, sert les Français, comme il a servi le comte occitan, sans état d'âme. Son aptitude exceptionnelle à faire fructifier les biens de son suzerain lui permet de servir trois maîtres. En filigrane, sa docilité et son service irréprochable, sont aussi un moyen de se rendre indispensable pour profiter du spectaculaire redressement économique du Languedoc après vingt ans de conflit. (1209-1229)

### Enrichissement personnel

#### Succession de ses parents

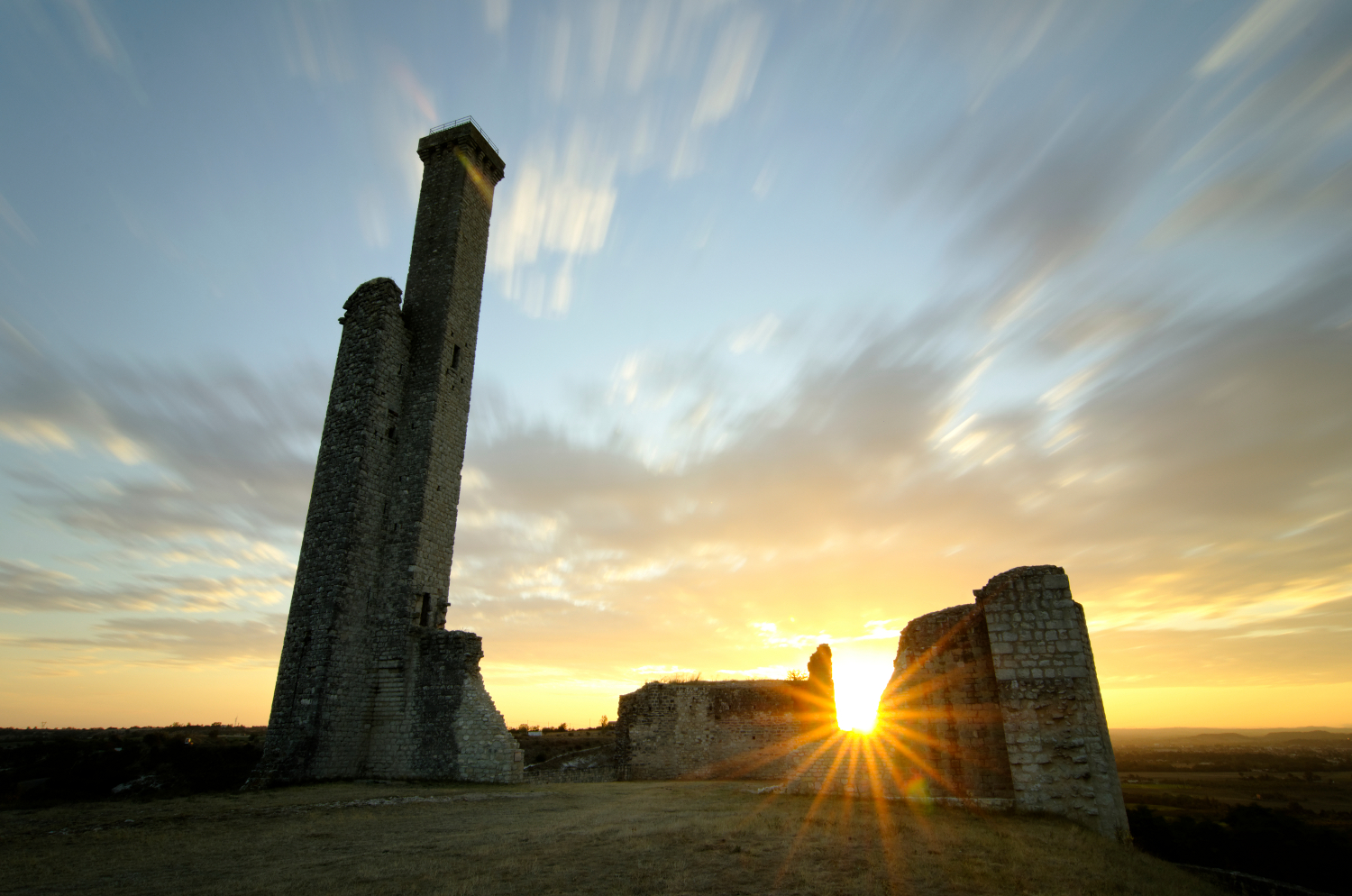
Vestiges du château de Castelnau-de-Lévis à l'aube.

À la mort de son père Doat, Sicard reçoit la moitié de la seigneurie de Labastide. Son territoire couvre approximativement les communes de Labastide-de-Lévis, Senouillac, Sainte-Croix, Lagrave et Bernac. Il reçoit aussi un fief à Saint-Sulpice-la-Pointe et venant de sa mère, des droits sur des terres sur Puybegon et Graulhet.

#### Achats et donations
Sa première acquisition se fait la même année que la succession, en 1235. Il reçoit du comte Raymond VII des terres autour du Puy de Bonafous, une hauteur presque en face d'Albi sur la rive droite du Tarn aux deux conditions d'y construire un château ou un village et de lui fournir des hommes d'arme à sa demande. Sur ce puy, position idéale pour surveiller la rivière, Sicard construit un château et crée sous ses murs une bastide nommée Castelnau-de-Bonafous, aujourd'hui Castelnau-de-Lévis.
Dans les années qui suivent, il achète plusieurs propriétés jouxtant les siennes vers Albi et Lescure-d'Albigeois, ainsi qu'une part d'un péage sur le Tarn. Il procède de même autour de ses territoires entre Puybegon et Graulhet et sur les coteaux de Saint-Sulpice en direction de Toulouse. Dans ce secteur du château de Lasserre, il fait construire la bastide de Mons astrux, devenue Montastruc-la-Conseillère. Enfin, il achète une maison à Marmande et le comte lui donne le fief de Lafox près d'Agen, issu d'une saisie de biens d'hérétique. Cette dernière ville, située près de la Garonne était un point stratégique pour contrôler le passage entre le fleuve et Agen et surtout y prélever un péage. Des vignes à Rabastens, des droits à Saint-Nauphary, Castanet... s'ajoutent aux terres déjà en propriété.
Ses achats nécessitent des sommes d'argent considérables, obtenues du comte de Toulouse pour paiement de ses services, mais de nombreuses donations sont également enregistrées. Ces actes témoignent déjà d'une évolution de fortune certaine, mais là où Sicard montre un flair certain, c'est en comprenant que le train de vie de l'aristocratie ne pourra se satisfaire des subsides tirés de leurs terres. Par la création de bastides, il attire une population industrieuse qui enrichit tout le pays. Le mouvement de construction se présente comme une véritable colonisation des coteaux entre les rivières. Le choix des sites est également soigneusement étudié, par leur implantation sur de grands axes de circulation : près d'un gué ou pont sur une rivière ou le long des grands axes routiers : de Toulouse en direction de Rodez et Lyon ou en direction de Montauban et Limoges. Suivant cette idée, Sicard Alaman va accaparer un grand nombre de péages le long du Tarn d'abord, puis le long de la Garonne. Par ce biais, il contrôle les échanges commerciaux, principalement celui du vin.

#### Le déclin
Les sites où existent des péages sont progressivement captés par Sicard au point de provoquer des protestations de populations. C'est le cas entre autres, de Rabastens en 1267. L'omniprésence de ses droits de passage va d'Albi à Marssac, au château de Saint-Géry, à Rabastens, et à Saint-Sulpice à la confluence du Tarn et de l'Agout, mais il s'étend plus en aval, toujours sur le chemin fluvial des transports de vin. En contrôlant la Garonne, il capte aussi les péages sur les vins de Gascogne. Charles Higounet pose la question de l'origine de la donation de Lafox à Sicard : au vu de ses acquisitions, il est logique de penser qu'il aurait pu orienter les cadeaux faits par Raymond VII. En effet, ce fief n'a pas grande valeur terrienne mais une grande valeur de rapport au vu de sa situation. En 1269, une plainte est envoyée à Alphonse de Poitiers concernant l'usurpation d'un droit de péage près d'Agen.

## Héritage

### Succession
Sicard meurt cinq ans après que le comté de Toulouse soit réunis à la couronne de France. Il a prévu le repos de son âme par des dons aux ordres mendiants qui s'établissent à environ 20 000 livres tournois. Son fils utilise de fortes sommes d'argent pour dédommager ses sœurs et la dernière épouse de son père. À  sa mort, en 1280, il a engagé de fortes sommes auprès de monastères, se sachant en mauvaise santé. Ses donations sont de l'ordre de 30 000 livres. Si le père pouvait se le permettre , la succession du fils montre qu'il a dilapidé une partie de sa fortune : les biens matériels sont intacts, mais les finances révèlent un passif de 29 000 livres et une partie des dots de ses sœurs n'est pas encore réglée. De plus, les enquêteurs royaux chargés d'examiner les plaintes pour usurpation avaient rendu un avis favorable à l'héritier sous réserve de paiement d'une somme de 13 000 livres au roi.
L'héritage de Sicard le Jeune se trouve disputé entre son héritier désigné, son oncle Bertrand II de Lautrec, et ses sœurs désignées par Sicard l'Ancien, si son fils mourrait sans postérité. La bataille juridique dure plusieurs années. Lautrec indemnise les héritières mais doit se dessaisir de droits à péage : ceux d'Albi à l'évêque de la ville, celui de Lafox à la dernière femme de Sicard l'Ancien et les autres sont récupérés par Eustache de Beaumarchais, représentant du roi. Finalement, Lautrec hérita, à peu de chose près, des mêmes biens que Sicard l'ancien avait obtenus de ses parents quarante-cinq ans plus tôt.

### Culturel
La fortune de Sicard Alaman a fait de lui un mécène. Il participe au financement des cathédrales Sainte-Cécile d'Albi et Saint-Étienne de Toulouse, comme à celui de nombreuses églises et hospices.

### Économique

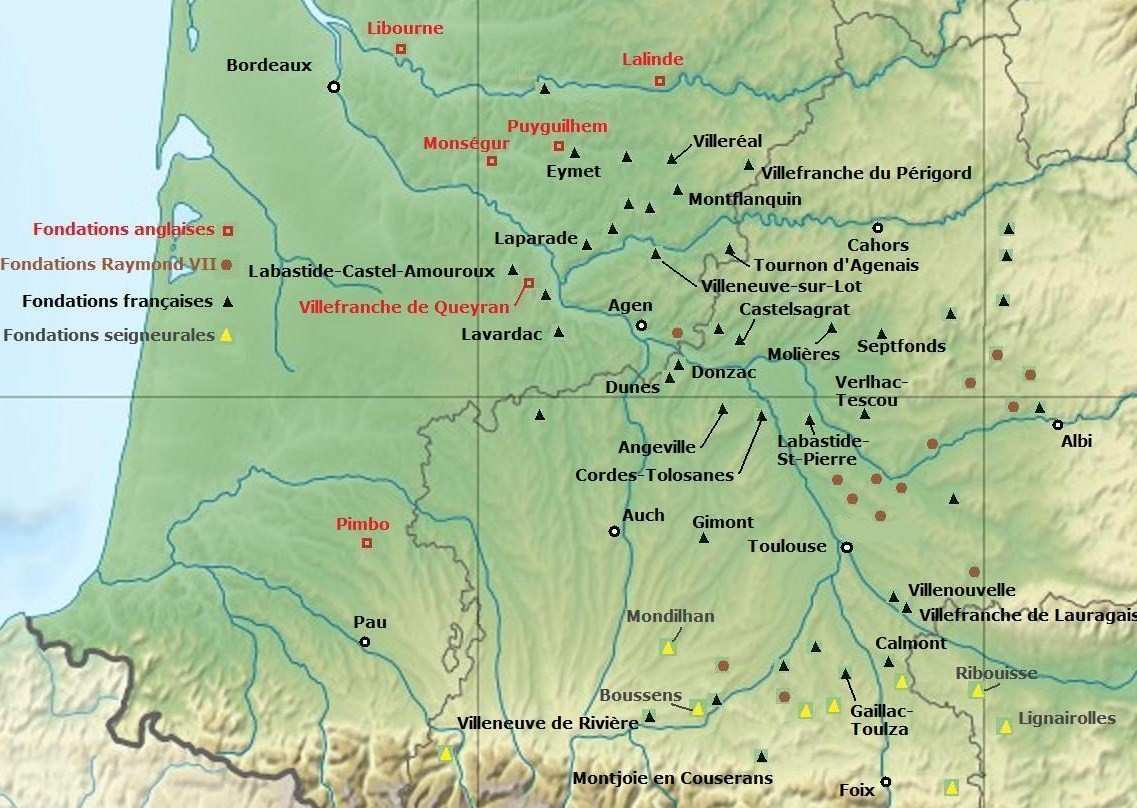
Cartes des bastides établies en 1271.

L'héritage économique de Sicard Alaman se poursuit après lui dans le formidable redressement économique du Languedoc.
De nombreuses bastides sont érigées par les représentants du roi de France, mais aussi du roi d'Angleterre et de nobles locaux. La population augmente fortement, permettant la mise en valeur de territoires autour de chaque bastide. Le développement du commerce et des péages qui en sont les bénéficiaires vont au trésor royal. Le génie financier de Doat et Sicard Alaman profite à la couronne et l'aristocratie locale décline progressivement au profit de la couronne royale de France.
Sur le plan local, la page de l'autonomie occitane d'avant la croisade des Albigeois est tournée. Les croyants catholiques qui ne craignent rien de l'Inquisition peuvent faire prospérer leurs affaires. Après le vin, la culture du pastel des teinturiers permettra un autre âge d'or, après la guerre de Cent Ans.

## Mariages et descendance
Il a trois épouses. Philippa lui donne Élix, Cécile et Sicard, Béatrix de Lautrec (fille du vicomte Sicard VI de Lautrec) lui donne Agnès et Sicard dit le jeune et Béatrix de Mévouillon lui donne Marguerite.
Ses alliances matrimoniales avec les familles de Lautrec et de Mévouillon sont un symptôme de l'ascension sociale de Sicard. Ces familles ne considèrent pas comme mésalliance le mariage de leur fille avec un Alaman.

## Sources